# Анортоскоп
Анортоско́п (от ан- «не-» + др.-греч. ὀρθός «прямо» + σκοπέω «смотреть, наблюдать») — аппарат, изобретённый в 1828 году брюссельским физиком Жозефом Плато.
Анортоскоп состоял из двух дисков: помещённого сзади прозрачного и непрозрачного, помещённого впереди и имевшего отверстия. Оси дисков находились рядом, но не совпадали; диски приводились во вращение вокруг одной и той же оси[прояснить], во взаимно противоположном направлении и с различными скоростями. Передний непрозрачный диск снабжён вырезами, на заднем же, прозрачном и освещаемом помещенной позади него свечой, находится рисунок, который, будучи наблюдаем сквозь щели переднего диска, появляется при известном отношении скоростей вращения.
Анортоскоп создавал впечатление «точного изображения гиперболы, проходящей через два центра вращения». Позже Плато заменял одну из линий рисунками, таким образом получая искажённое изображение вместо правильной линии.
В конце 1832 года Плато, продолжая опыты по рассматриванию рисунков через вертящийся диск с отверстиями, создал более совершенный прибор, получивший название фенакистископ.